# James Duval
James Edward Duval (ur. 10 września 1972 w Detroit) – amerykański aktor filmowy i gitarzysta.

## Życiorys
Urodził się w Detroit w stanie Michigan. W 1974 wraz z rodziną przeprowadził się do staniu Kalifornia, kiedy urodziła się jego siostra Terry. Posiada pochodzenie wietnamskie ze strony matki, tubylczo-amerykańskie i irlandzkie ze strony ojca, a także francuskie ze stron obojga rodziców. Uczęszczał do Gladstone High School w Covinie w hrabstwie Los Angeles w latach 1986-89 oraz do Mira Coasta High School w Manhattan Beach.
W 1993 roku rozpoczął działalność aktorską, występując w epizodycznej roli w serialu telewizyjnym An Ambush of Ghosts. Kolejna rola, Andy w filmie Gregga Arakiego Totally Fucked Up (1993), uczyniła z niego popularnego aktora młodego pokolenia. Duval wystąpił także w dramacie sci-fi Arakiego pt. Donikąd (Nowhere, 1997) jako Dark Smith. Jest znany z występów w filmach Go (1999) i Donnie Darko (2001).
Jest gitarzystą zespołu Antoneus Maximus & The Nuthouze Band.

## Nagrody i nominacje
| Rok  | Nagroda                                                               | Kategoria                 | Tytuł                | Rezultat  |
| ---- | --------------------------------------------------------------------- | ------------------------- | -------------------- | --------- |
| 1997 | Saturn                                                                | Najlepszy młody aktor     | Dzień Niepodległości | Nominacja |
| 2000 | New American Cinema Award podczas Seattle International Film Festival | Najlepszy zespół aktorski | The Weekend          | Wygrana   |
| 2001 | American Indian Film Festival                                         | Najlepszy aktor           | The Doe Boy          | Wygrana   |
| 2001 | Wine Country Film Festival                                            | Najlepszy aktor           | The Doe Boy          | Wygrana   |

## Filmografia

### Filmy
- 1993: Totally Fucked Up jako Andy
- 1993: An Ambush of Ghosts jako student
- 1995: Doom Generation – Stracone pokolenie jako Jordan White
- 1996: Dzień Niepodległości jako Miguel Casse
- 1997: A River Made to Drown In jako Jaime
- 1997: Donikąd (Nowhere) jako Dark Smith
- 1999: Punki z Salt Lake City jako John Mod
- 1999: Go jako Singh
- 2000: 60 sekund jako Fred
- 2001: Donnie Darko jako Frank
- 2006: Mad Cowgirl jako Thierry
- 2010: Kaboom jako Messiah
- 2015: Appetites jako Paul

### Seriale TV
- 2018: BoJack Horseman jako Studio Grip
- 2019: Now Apocalypse jako bezdomny